# Канидинар
Канидина́р или Дина́р (перс. کانیدینار‎) — небольшой город на западе Ирана, в провинции  Курдистан. Входит в состав шахрестана  Мериван.

## География
Город находится в западной части Курдистана, в горной местности, на высоте 1258 метров над уровнем моря.
Канидинар расположен на расстоянии приблизительно 70 километров к западу-северо-западу (WNW) от Сенендеджа, административного центра провинции и на расстоянии 455 километров к западу от Тегерана, столицы страны.